# Franco Alfano (giornalista)
Franco Alfano (Roma, 19 settembre 1940 – Roma, 24 ottobre 2016) è stato un giornalista italiano, assurto alla notorietà nazionale nel 1978 per essere stato l’unico reporter a documentare in diretta televisiva le fasi del ritrovamento del cadavere di Aldo Moro da direttore del notiziario dell’emittente televisiva romana GBR.
Dopo l’esperienza nell’emittenza privata, entrò nel 1978 in RAI, azienda in cui ricoprì numerosi incarichi operativi e direttivi fino al 2005.

## Biografia
Politicamente cresciuto negli ambienti della Destra romana, si formò professionalmente nel Secolo d'Italia, all’epoca organo ufficiale del Movimento Sociale Italiano.
A metà degli anni settanta, con l’avvento dell’emittenza privata, rispose a un annuncio della neonata GBR, rete televisiva romana, che cercava professionisti del giornalismo; una volta assunto ideò e diresse il Videogiornale, destinato a diventare uno dei capisaldi del palinsesto per gli anni a venire.
Nella sua veste di direttore Alfano mise a segno uno scoop considerato una pietra miliare nella storia del giornalismo in Italia: il 9 maggio 1978, a 55 giorni di distanza dal rapimento di Aldo Moro, venuto a conoscenza tramite un collega della presenza di artificieri intorno a un veicolo parcheggiato a via Caetani, Alfano prese la decisione di recarsi sul posto al più presto; lì giunto, riuscì insieme a un suo cameraman a passare il primo cordone delle forze dell’ordine, anticipando perfino una troupe della Rai guidata da Paolo Frajese cui non fu permesso di avvicinarsi al veicolo.
Dalla finestre di uno stabile Alfano documentò in diretta le fasi del ritrovamento del cadavere di Aldo Moro all’interno del veicolo, una Renault 4, mentre il suo cameraman effettuava le riprese, le quali furono successivamente concesse gratuitamente alla Rai a condizione che l’emittente di Stato vi lasciasse visibile il logo di GBR.
Tale scoop fu identificato a posteriori come la fine del monopolio della Rai (e, più in generale, dei grandi soggetti istituzionali dell’editoria) nella produzione della notizia e l’inizio dell’era concorrenziale, in cui la gara dell’informazione sarebbe stata non più influenzata dal rango dell’editore.
Per tale servizio fu insignito nel 1979 del riconoscimento di “Cronista dell’anno” dal consiglio nazionale dell’ordine dei giornalisti.
Successivamente fu assunto in Rai dall’allora direttore della testata giornalistica regionale Biagio Agnes che gli affidò la conduzione del nascente TG3, per la quale realizzò un servizio speciale con cui nel 1983 si aggiudicò il premio giornalistico “Microfono d’argento”.
Nel 1987 passò al TG2 della cui redazione cronaca fu responsabile fino al 1990, per poi diventare vicedirettore della testata, incarico che tenne fino al 1996.
A marzo 1997 fu nominato direttore generale della televisione di Stato di San Marino, ente partecipato al 50% dalla Rai; successivamente fu amministratore delegato della Sport Set, altra azienda dell'orbita Rai.
Fu, anche, docente universitario nei corsi di master giornalistico a Roma Tor Vergata e alla LUMSA nonché consigliere nazionale dell’ordine dei giornalisti.
Morì a Roma il 24 ottobre 2016 a 76 anni per le complicazioni di un linfoma cerebrale contro cui combatteva da tempo.
È autore di un libro, Tutto sia calmo, che ripercorre gli ultimi giorni del caso Moro a trent’anni di distanza dagli avvenimenti.

## Opere
- Franco Alfano, Tutto sia calmo. A trent’anni dall’assassinio le ultime ore di Aldo Moro come non sono mai state raccontate, Roma, Rai Libri, 2008, ISBN 88-397-1431-6.